# Parortholitha recta
Parortholitha recta är en fjärilsart som beskrevs av Louis Beethoven Prout 1916. Parortholitha recta ingår i släktet Parortholitha och familjen mätare. Inga underarter finns listade i Catalogue of Life.